# Чемпионат Непала по волейболу среди мужчин
Чемпионат Непала по волейболу среди мужчин — ежегодное соревнование мужских волейбольных команд Непала. Организаторами являются Волейбольная ассоциация Непала (непальск. नेपाल भलिबल संघ; англ. Nepal Volleyball Association — NVA) и (с 2013 года) Мужская волейбольная лига NVA (англ. NVA Men’s Volleyball League). Проходит в летнее время в одном городе в течение нескольких дней.

## Формула соревнований
Чемпионат Непала в сезоне 2024 года проходил с 1 по 8 июня в Катманду и включал два этапа — предварительный и финальный. На предварительной стадии 8 команд играли в один. По его итогам лучшие две команды вышли в финал, где разыграли первенство. Команды, занявшие 3—4-е места, в матче за 3-е место определили бронзового призёра.
В чемпионате 2024 приняли участие 6 команд: «Гандаки Провинс» (Покхара), «Хелп Непал» (Катманду), «Непал Полис» (Катманду), «Непал Арми» (Катманду), «АПФ Клаб» (Катманду), «Судурпашчим Провинс» (Дхангадхи), «Буданилкатха» (Катманду), «Коши Провинс» (Бинатнагар). Чемпионский титул выиграла команда «Хелп Непал», победившая в финале «Гандаки Провинс» 3:1. 3-е место занял «Непал Полис».

## Чемпионы
- 2013 «Непал Полис» Катманду
- 2014 «Непал Полис» Катманду
- 2015 чемпионат не состоялся
- 2016 «Хелп Непал» Катманду
- 2017 чемпионат не состоялся
- 2018 «Непал Арми» Катманду
- 2019 чемпионат не состоялся
- 2020 чемпионат отменён
- 2021 «Хелп Непал» Катманду
- 2022 «Непал Арми» Катманду
- 2023 «Хелп Непал» Катманду
- 2024 «Хелп Непал» Катманду